# Список умерших в 1184 году
В этой статье представлен список известных людей, умерших в 1184 году.
См. также: Категория:Умершие в 1184 году'

## Январь
- 2 января — Феодора Комнина — герцогиня-консорт Австрии (1148—1177), жена Генриха II
- 13 января — Джерард Пукелл[англ.] — англо-французский учёный церковного права, епископ Ковентри (1183—1184)

## Февраль
- 16 февраля — Ричард Дуврский — архиепископ Кентерберийский (1174—1184)
- 21 февраля — Минамото-но Ёсинака — японский военачальник, сёгун (1184), погиб в битве при Авадзу.

## Март
- 2 марта — Пельгржим[нем.] — епископ Оломоуца (1182—1184)
- 16 марта — Иоанн (Джованни) Качьяфронте[итал.] — епископ Виченцы (1179—1184), святой римско-католической церкви[1].
- 18 марта
  - Тайра но Ацумори[англ.] — японский самурай, известный своей ранней героической смертью в сражении при Итинотани.
  - Тайра-но Таданори[англ.] — японский генерал из рода Тайра, погиб в битве при Итинотани
- 27 марта — Георгий III — царь Грузии (1156—1184)

## Май
- 1 мая — Адельгейда III — княгиня-аббатиса Кведлинбургского аббатства (1161—1184)

## Июнь
- 15 июня — Магнус V Эрлингссон — король Норвегии (1161—1184). Погиб в междоусобной войне.
- Симон III де Санлис, английский аристократ, граф Нортгемптон и Хантингдон (с 1184).

## Июль
- 8 июля — Оттон I — маркграф Бранденбурга (1170—1184), основатель монастыря Ленин
- 26 июля — Генрих I[нем.] — граф Шварцбург (1160—1184)
- 29 июля — Абу Якуб Юсуф — султан государства Альмохадов (1163—1184). Погиб в сражении.
- 30 июля — Глеб Тиреевич, половецкий хан.

## Август
- 11 августа — Эрменгол VII Валенсиец — граф Урхеля (1154—1184).
- 29 августа — Валеран[англ.] — епископ Рочестера (1182—1184)
- 31 августа — Арнульф[англ.] — епископ Лизье (1141—1184), инициатор строительства Кафедрального собора Святого Петра (en:Lisieux Cathedral)

## Сентябрь
- 12 сентября — Фрозе[фр.] —епископ Се (1157—1184)
- 15 сентября
  - Жеро I — граф де Макон и граф де Вьенн (1157—1184).
  - Бартоломью Исканус[англ.] — епископ Эксетера (1161—1184)
- 17 сентября — Симон де Тосни[англ.] — епископ Морея (1171—1184)
- 30 сентября — Арно де Торож — великий магистр ордена тамплиеров (1180—1184)

## Октябрь
- 24 октября — Зигфрид[англ.] — архиепископ Бремена (1168), князь-епископ Бранденбурга (1173—1179), первый князь-архиепископ Бремена (1179/1180—1184)

## Ноябрь
- 15 ноября
  - Беатрис I — пфальцграфиня Бургундии (1148—1164), императрица-консорт Священной Римской империи (1156—1184), жена Фридриха I Барбароссы.
  - Уильям де Бомон — Граф Уорик (1153—1184)
- 18 ноября — Жоселин де Бохон[англ.] — епископ Солсбери (1142—1184)

## Декабрь
- 29 декабря — Андреас[англ.] — первый известный епископ Кейтнесса (1147/1151—1184)

## Дата неизвестна или требует уточнения
- Абу-Байян аль-Мудаввар[англ.] — еврейский врач, живший в Каире, придворный врач Фатимидов и Салах ад-Дина, выдающийся ученый в области теоретической медицины и популярный практический врач[2].
- Агнес де Куртене — королева-консорт Иерусалима, жена Амори I Иерусалимского (1162—1163).
- Агнесса Антиохийская — королева-консорт Венгрии (1172—1184)
- Бенедикт (Бенезе) Авиньонский[фр.] — строитель Моста Сен-Бенезе, основатель Ордена Мостостроителей, святой римско-католической церкви, покровитель Авиньона и мостостроителей[3].
- Грималдо Канелла[англ.] — консул Генуи (1162, 1170, 1184), родоначальник вместе с отцом рода Гримальди, давший имя роду.
- Дионисий Полоцкий, полоцкий епископ, святой Русской Православной Церкви в лике святителя.
- Изяслав Микулич, русский князь из ветви Изяславичи Полоцкие династии Рюриковичей.
- Имаи Канехира[англ.] — японский военачальник.
- Олмакс де Кастельно, женщина-трубадур из Прованса.
- Отаго I[фр.] — князь Абхазии, первый представитель династии Чачба
- Педро Фернандес де Овандо — первый магистр Ордена Сантьяго (1171—1184)
- Сасаки Хидеёши[англ.] — японский самурай, активный участник Смуты Хогэн, Смуты Хэйдзи и Войны Тайра и Минамото.